# Halit
Halit, i daglig tale ofte kaldt bjergsalt eller stensalt, er mineralformen af natriumklorid (salt). Den er normalt farveløs eller hvid, men kan også være blå, lilla, rosa, rød, orange, gul, eller grå afhængigt af hvilke fremmedstoffer som findes i den. Halit forekommer ofte sammen med andre inddampede  mineraler som sulfater og halider. 

## Forekomst
Halit forekommer på steder hvor der tidligere er fundet saltvandsamlinger, som for eksempel udtørrede søer og hav. Saltforekomsterne kan være hundredevis af meter dybe og dække store områder. 
I USA og Canada findes store saltforekomster som strækker sig fra det vestlige New York gennem dele af Ontario og dele af Michigan. Andre forekomster findes i Ohio, Kansas, New Mexico, Nova Scotia og Saskatchewan. I Khewragruben ved Islamabad i Pakistan findes en anden væsentlig forekomst. I Storbritannien findes tre miner hvoraf den største, ved Winsford i Cheshire, i gennemsnit producerer en million tons salt per år. I Danmark udvindes halit ved direkte underjordisk minedrift nær Hvornum ved Hobro.

## Brug
Halit bruges ofte, både privat og i kommunale sammenhænge som vejsalt. Et andet brugsområde er i produktionen af is. Fordi dette er en endoterm proces absorberes varme fra isen, som da køles hurtigere. Knust bjergsalt kan også bruges som hagl i et haglgevær som et ikke-dødeligt våben. Våbnet må dog affyres på  meget kort afstand for at have nogen effekt.

## Galleri
- Usædvanlige halitkrystaller fra Fayum i Egypten.
- Halitskulpturer i Zipaquirás saltdomkirke i Colombia.
- Stor naturlig halitkrystal.
- Gule halitkrystaller

## Eksterne links
- Wikimedia Commons har flere filer relateret til Halit